# Astragalus crassispinus
Astragalus crassispinus är en ärtväxtart som beskrevs av Aleksandr Andrejevitj Bunge. Astragalus crassispinus ingår i släktet vedlar, och familjen ärtväxter. Inga underarter finns listade i Catalogue of Life.